# Минц, Роман Львович
Роман Львович Минц (род. 31 марта 1976, Москва) — российский скрипач.

## Биография
Родился в 1976 году в Москве. Начал обучение в ДМШ № 13 (класс Л. А. Светловой). Окончил МСМШ им. Гнесиных (класс Н. М. Фихтенгольц), Королевский музыкальный колледж в Лондоне (класс проф. Ф. Андриевского), затем аспирантуру «Guildhall School of Music and Drama» (Лондон). Лауреат премий «Malcolm Sargent Award» (1996), «Lidia Napper Award» (1996), «Naches Prize» (1997), «Yehudi Menuhin Award» (1997), «Emily English Award» (1999) и «Park Lane Group Award» (1999).
Участвовал в международных фестивалях в Санкт-Петербурге, Москве, Париже, Лондоне, Кобленце (Германия), Челтнеме (Великобритания), Локенхаусе (Австрия), Сигулде (Латвия), Белфасте (Северная Ирландия), Корке (Южная Ирландия) и др. Гастролировал в Японии, странах Европы и Мексике. Выступал с оркестрами п/у Э. Дэвиса, С. Сондецкиса, В. Зивы, В. Понькина и др. Записал четыре диска на фирмах «Black Box Music» и «Quartz Records». Снимался в фильме «Москва» (режиссёр — А. Зельдович) и участвовал в записи музыки к фильму. Является первым исполнителем ряда сочинений Л. Десятникова, Е. Лангер, Б. Ирвайна, Э. Беннетта, Т. Буевского, А. Васильева, Д. Табаковой и др. Участник российских премьер произведений Дж. Макмиллана, Ф. Пуленка, Дж. Тавенера, Ф. Ржевского, Дж. Шельси и др. Выступал в залах South Bank Centre, Wigmore Hall, Gaveau, залах Московской консерватории, а также Концертном зале Школы Искусств посёлка Пурпе Ямало-Ненецкого АО. Участник ASCH-трио, dB ensemble и Brian Irvine Ensemble. Консультант по артистам и репертуару фирмы Quartz Music Ltd.
В 2008 году записал альбом импровизационной музыки с английским саксофонистом Полом Данмоллом (Paul Dumall). Выступал с Г. Кремером, Н. Дэниелом, Ш. Безали, группой «Ёлочные игрушки», Ансамблем Дмитрия Покровского. Как ассистент профессора Ф. Андриевского преподавал на Международном фестивале в городе Хихоне (Испания). Преподаёт камерный ансамбль в МСМШ им. Гнесиных. Художественный руководитель фестиваля «Hiiumaa Homecoming Festival» (о. Хийумаа, Эстония).
Автор идеи и художественный руководитель фестиваля «Возвращение».
В 2002 году стал одним из руководителей проекта Репрессированная музыка, посвященного произведениям композиторов — жертв Холокоста и ГУЛАГа (см.: ).

## Творческие контакты
Вместе с Кристиной Блаумане и Максимом Рысановым играет в трио ASCH.

## Репертуар
В сольном и ансамблевом репертуаре скрипача — сочинения Вивальди, Баха, Гайдна, Моцарта, Брамса, Пуленка, Бриттена, Лютославского, Шнитке, Губайдулиной, Пярта, Гласса, Пендерецкого, Гии Канчели, Елены Фирсовой, Джона Тавенера, Пьяццоллы, Леонида Десятникова, Мозетича, Добринки Табаковой, Артёма Васильева, Елены Лангер и других композиторов.